# チィファの手紙
『チィファの手紙』（ちぃふぁのてがみ、原題：你好、之華）は、2018年の中国映画。
岩井俊二監督が自身の原作を映画化した、岩井にとって初の中国映画である。岩井が同じ原作を2020年に映画化した日本映画『ラストレター』に先駆けて製作・公開された。

## 概要
企画の出発点は、監督の岩井俊二がペ・ドゥナを主演に韓国で撮影した2017年のショートムービー『チャンオクの手紙』。それを長編にしたらどうなるかという想定から企画開発が始まった。脚本を完成させた岩井は、日本・中国・韓国でそれぞれ別の作品として創るというアイデアを思いつき、岩井の古くからの友人で同世代のピーター・チャンの尽力により、まず中国において本作の製作が実現した。

## ストーリー
姉のチィナンが亡くなり、そのことを伝えるために姉の同窓会に出席した妹チィファだったが、姉と間違えられてしまった。彼女はそこで少女時代に憧れていたイン・チャンと再会し、ひょんな成り行きから姉のふりをしたままチャンと文通を始めることになる。

## キャスト
- ユアン・チィファ：ジョウ・シュン
- イン・チャン：チン・ハオ
- ジョウ・ウェンタオ：ドゥー・ジアン
- 少女時代のチィファ／サーラン：チャン・ツィフォン
- 少女時代のチィナン／ムームー：ダン・アンシー
- ジーホン：タン・ジュオ
- ジャン・チャオ：フー・ゴー
- 少年時代のイン・チャン：ビィン・テンヤン
- チェンチェン：フー・チャンリン
- ウェンタオの母：ウー・ヤンシュ

## スタッフ
- 監督・脚本・原作・音楽・プロデューサー：岩井俊二
- プロデューサー：ピーター・チャン
- 撮影：神戸千木
- 音楽：ikire